# Alex Sánchez (boxe anglaise)
Pour les articles homonymes, voir Alexander Sánchez (homonymie).
Alex Sánchez est un boxeur portoricain né le 5 juin 1973 à Ponce.

## Carrière
Passé professionnel en 1991, il remporte le titre vacant de champion du monde des poids pailles WBO le 22 décembre 1993 en battant Orlando Malone par arrêt de l'arbitre au 1er round. Après 6 défenses victorieuses, il perd son titre face à Ricardo López le 23 août 1997. Sánchez continue de boxer jusqu'en 2011 et se retire des rings sur un bilan de 31 victoires, 8 défaites et 1 match nul.